# Tatjana Nikolajewna Lewina
Tatjana Nikolajewna Lewina (russisch Татьяна Николаевна Левина, engl. Transkription Tatyana Levina; * 28. Februar 1977 in Orjol) ist eine russische Sprinterin.
2002 schied sie bei den Leichtathletik-Europameisterschaften in München über 400 m im Vorlauf aus, 2004 kam sie bei den Olympischen Spielen in Athen über 200 m ins Viertelfinale.
Ihre größten Erfolge hatte sie in der 4-mal-400-Meter-Staffel. Mit der russischen Mannschaft gewann sie jeweils Gold bei den Leichtathletik-Hallenweltmeisterschaften 2004 in Budapest, 2006 in Moskau und 2008 in Valencia sowie bei den Leichtathletik-Halleneuropameisterschaften 2005 in Madrid.

## Persönliche Bestzeiten
- 200 m: 22,69 s, 31. Juli 2004, Tula
  - Halle: 23,22 s, 4. Februar 2006, Moskau
- 400 m: 50,78 s, 2. August 2007, Tula
  - Halle: 51,17 s, 18. Februar 2006, Moskau